# キャンドルマス島

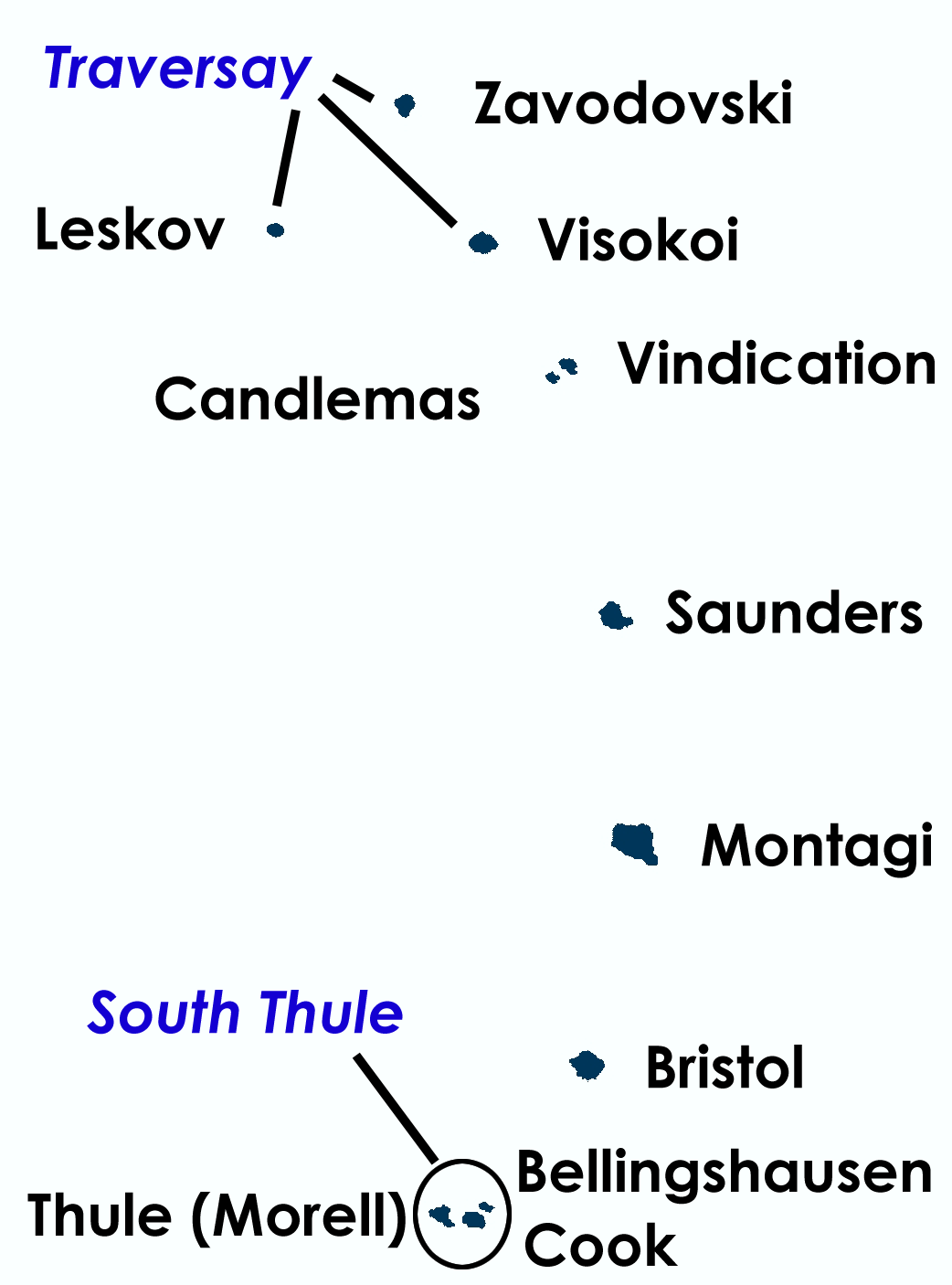
サウスサンドウィッチ諸島

キャンドルマス島（英語：Candlemas Island）は、サウスサンドウィッチ諸島の島で、イギリス領サウスジョージア・サウスサンドウィッチ諸島に属している。また、近傍にあるビンディケーション島とともにキャンドルマス諸島を構成する。無人島。最高点は550 m（アンドロメダ山）。